# Fever (canção de Little Willie John)
"Fever" (em portugues: "Febre") é uma canção creditada a Eddie Cooley e John Davenport (pseudônimo utilizado por Otis Blackwell). A canção, gravada em 1956, foi um hit de R&B interpretada por Little Willie John e ficou em primeiro lugar na Billboard R&B/Hip-Hop Songs. A canção foi usada para abertura de créditos do filme de 2010, O assassino em mim, de Michael Winterbotton.

## Ideias iniciais e primeira gravação
A ideia para a canção foi apresentada a Otis Blackwell pelo amigo Eddie Cooley. Segundo Otis, ele teria tido a ideia sobre um Amor febril para uma canção de R&B. A princípio Little Willie John não gostou da canção, mas foi persuadido a entrar no estúdio a 01 de março de 1956, e gravá-la pela King Records. Sua versão foi lançada em abril daquele ano e tornou-se junto com a canção "Letter from my darling" uma das canções mais ouvidas, alcançando o Top 1# por três semanas seguidas, atingindo o topo da Billboard americana.

## Gravações notáveis
| - Madonna - A Fine Frenzy - Boney M. - Annabella Lwin - Ann-Margret - Chaka Khan - Anne Murray para o álbum Croonin de 1993 - Yasmin Lucas - Daniel Ash - Roy Ayers - Ella Fitzgerald - Michael Ball - Paris Bennett - Bobby and the Midnites - Bobby "Blue" Bland - The Bobs - Bow Wow Wow - James Brown - Precious Bryant - Michael Bublé - Kenny Burrell - Sam Butera - Virginia Maestro e Chipper (Operação Triunfo) - Junior Byles - Eva Cassidy - Ray Charles e Natalie Cole - Christina Aguilera - George Clinton - Marc Cohn - The Cramps - Celine Dion - The Doors - Brian Eno - Peggy Lee - Lorie | - Grateful Dead - Buddy Guy - Dick Dale - Lalah Hathaway - Isaac Hayes - Gwyneth Herbert - The Jam - Tom Jones - Laura Stoica - Madleen Kane - Hildegard Knef - Diana Krall - Claude Nougaro (regravou com o nome "39 degrés de fièvre") - La Lupe - Little Nell - Lucybell - Marine Girls - The McCoys - Rose McGowan (como Paige Matthews no Charmed) - Meiko - Judith Light (como Angela Bower no Who's the Boss) - Syesha Mercado - Bette Midler - Mina - Nina Hagen - The Pussycat Dolls - Quincy Jones - Suzi Quatro - Willie Mitchell - Alexander Rybak | - Sylvester James - Shonagh Daly - Rebbie Jackson - Sophie Milman - Rita Moreno - Mika Nakashima - Neville Brothers - Over the Rhine - Rhymefest - Nicholas Pedro - Elvis Presley - The Pussycat Dolls - Ratdog - Joe Sample - Helen Shapiro - Sumo - Superpitcher - Toots & the Maytals - Fever Tree - Sarah Vaughan - Nana Visitor no Star Trek: Deep Space Nine - Marcia Wallace no The Simpsons - Don Williams - Don Williams - Victor Trivlin - Ana Carolina - Mountain - The Winkies - Kate Ceberano - G4 - Joe Cocker - The Kingsmen - Lady Gaga |

## Versão de Amanda Lear
"Fever" versão de Amanda Lear foi lançado como um single em 1982. O videoclipe foi filmado em Paris e mostra Amanda tocando a música em um barco no Rio Sena. O marido de Amanda também é visto no vídeo.

### Faixas e formatos
- 7" Single (1982)[2][3]

A. "Fever" - 3:36
B. "Red Tape" - 3:28

## Versão de Madonna

### Antecedentes e composição
"Fever" foi gravada pela cantora estadunidense Madonna, para seu quinto álbum de estúdio, Erotica, Ela atuou como produtora da música junto com Shep Pettibone. Madonna estava no estúdio gravando faixas do álbum e tinha acabado de gravar uma música chamada "Goodbye to Innocence". Ela estava passando pelos estágios finais de produção da música e de repente começou a cantar a letra de "Fever" em vez de "Goodbye to Innocence". Madonna gostou tanto do jeito que soou que ela a gravou. Em setembro de 2008, a versão de Madonna de "Febre" foi usada nas promoções de televisão para a quinta temporada de Desperate Housewives.
Segundo o autor Rikky Rooksby, Madonna mudou a composição da versão original adicionando ritmos de bateria, acompanhados por um som de beatbox como tarola. Removendo a progressão harmônica original, Madonna introduziu a letra original na música. A instrumentação da faixa inclui cordas e marimba em vários intervalos. Rooksby notou que Madonna cantou com uma voz distante e sem corpo, e a relegou à música dance que acompanha a letra.

### Recepção
O autor Rikky Rooksby descreveu-o como "não-sexy" e chamou de "faixa estéril" que é "certamente extraviada como a segunda faixa [de Erotica]". O editor do The New York Times, Stephen Holden, escreveu que "os momentos mais suaves do álbum incluem um arranjo sedutor de hip-hop de 'Fever'". O J. D. Considine, do The Baltimore Sun, elogiou a música como um "estilo atrevido de house" da versão original. Ele observou que quando Madonna e a equipe de produtores que trabalharam no álbum "superam o esperado ... [realmente] esquentaram, fornecendo um som que é consciente do corpo no melhor sentido do termo", exemplificando suas declarações com "Fever". Alfred Soto, do Stylus Magazine, escreveu que essa música tem sua energia única e idiossincrática, que ele comparou com o material de Joni Mitchell de seu álbum Blue (1971). Um escritor da Billboard chamou a música de "capitulação flexionada por house" e observou que ela era digna de ser single. David Browne, da Entertainment Weekly, criticou a voz de Madonna como "sem alma": "Você e Shep certamente fazem um trabalho explosivo, com um trocadilho, transformando 'Fever', aquele velho soco de Peggy Lee, em um zangão techno, mas ouvem o som seco emitido pela garganta nessas faixas. Está frio, está morto, remoto".
Jude Rogers, do The Guardian, chamou de "atualização desnecessária da era do transe da música mais dolorosamente simples do pop sobre sexo"; no entanto, ela colocou a música no número 72 em seu ranking dos melhores singles de Madonna, em homenagem aos seus 60 anos. Em agosto de 2018, a Billboard o escolheu como o 66º maior single da cantora. Sal Cinquemani, da Slant Magazine, opinou que "A performance vocal de Madonna, que é a verdadeira estrela aqui, pode [...] não ter o comando de Peggy Lee, mas ela exala uma confiança e controle desapegados, que são a personificação perfeita da tese principal de Erotica: O amor machuca". Escrevendo para o Dallas Observer, Hunter Hauk considerou "sutil e comovente e feito sob medida para a voz da lição pré-vocal de Madonna".
Embora "Fever" nunca tenha sido oficialmente lançado como single nos Estados Unidos, ele conseguiu se tornar um hit de dance, tornando-se a 15ª música de Madonna a ser a número um na Hot Dance Club Play da Billboard. Ele liderou a tabela da edição de 15 de maio de 1993 em sua sétima semana de ascensão. No Reino Unido, a canção estreou na posição de pico de número seis no UK Singles Chart na edição de 3 de abril de 1993 e vendeu 86,077 cópias até agosto de 2008. Ele alcançou a posição número um na tabela finlandesa de singles em 15 de abril de 1993. Na Irlanda, conseguiu entrar entre os dez primeiros da tabela irlandesa de singles, chegando na posição de seis por quatro semanas. Em outros lugares, chegou ao número 12 na Itália, 17 na Nova Zelândia, 22 no tabela Ultratop da região da Flandres na Bélgica, 31 na França e 51 na Austrália.

### Videoclipe e performances ao vivo
O videoclipe de "Fever", dirigido por Stéphane Sednaoui, foi gravado de 10 a 11 de abril de 1993 no Greenwich Studios em Miami, Flórida, e recebeu sua estréia mundial em 11 de maio de 1993 na MTV. Desde então, foi disponibilizado comercialmente na coleção de DVDs, The Video Collection 93:99. O videoclipe apresenta Madonna alternadamente com uma peruca vermelha e uma pintura corporal prateada em uma variedade de roupas dançando na frente de caleidoscópio. Mostra ela posando como deusas antigas. Ela é envolvida em uma atmosfera de chama e, eventualmente, queima. Segundo Sednaoui, ele queria retratar a cantora "como uma santa provocadora, alguém que fala e diz a verdade e está pronto para queimar"; ele também lembrou que os executivos da Maverick queriam fazer "algo que não fosse a [Madonna] que conhecemos – mais pop, mais discoteca, mais boate [...] e é por isso que ela fez todo o caminho, tipo, 'OK, vamos pintar'". Charles Aaron, escrevendo para a revista Spin, classificou o clipe como "dobrado".
Para iniciar a promoção para Erotica, Madonna apresentou "Fever" e "Bad Girl" no Saturday Night Live, em janeiro de 1993. Durante o The Arsenio Hall Show, Madonna apresentou a versão original de "Fever", acompanhada por uma banda, usando um vestido preto clássico e fumando um cigarro. Madonna também tocou "Fever" na Girlie Show World Tour de 1993 como a segunda música do setlist. Depois de "Erotica", a cantora se despe e parte para dançar sugestivamente com dois dançarinos seminus. No final da música, Madonna e os dois dançarinos de apoio descem em um anel de fogo literal. Em 8 de outubro de 2015, Madonna apresentou uma versão a cappella de "Fever" durante aparada em Saint Paul de sua Rebel Heart Tour.

### Desempenho nas tabelas musicais
| Tabela musical (1993)                 | Melhor posição |
| ------------------------------------- | -------------- |
| África do Sul (RISA)                  | 97             |
| Austrália (ARIA Charts)               | 51             |
| Bélgica (Ultratop de Flandres)        | 22             |
| Estados Unidos (Hot Dance Club Songs) | 1              |
| Europa (Top 100 Singles)              | 26             |
| Finlândia (IFPI Finlândia)            | 1              |
| França (SNEP)                         | 31             |
| Irlanda (IRMA)                        | 6              |
| Islândia (Íslenski Listinn Topp 40)   | 23             |
| Itália (FIMI)                         | 8              |
| Nova Zelândia (Recorded Music NZ)     | 17             |
| Países Baixos (Dutch Top 40)          | 22             |
| Países Baixos (Single Top 100)        | 5              |
| Reino Unido (UK Singles Chart)        | 6              |

| Tabela musical (1993)             | Melhor posição |
| --------------------------------- | -------------- |
| Estados Unidos (Dance Club Songs) | 27             |

## Versão de Beyoncé Knowles
"Fever" foi regravada pela cantora Beyoncé em duas ocasiões diferentes. Beyoncé gravou sua primeira versão de "Fever" em 9 de Setembro de 2003 para a trilha sonora do filme The Fighting Temptations. Em 2010, após o lançamento de sua primeira fragrância, Heat, ela regravou novamente "Fever" e lançou oficialmente a canção em Fevereiro de 2010 nos Estados Unidos e também no Reino Unido. A nova versão da música foi incluída no seu EP lançado em 2011, Heat.

### Antecedentes e lançamento
Beyoncé incluiu a sua versão do clássico da música "Fever" (1956) em vários lançamentos. A sua primeira versão regravação da música foi incluída na trilha sonora do filme estadunidense de 2003, The Fighting Temptations, onde ela atua como protagonista do filme. Inclui a música na lista de músicas da turnê Dangerously in Love Tour e em 2004 a canção foi incluída no álbum Beyoncé: Live at Wembley. O mixtape Speak My Mind lançado em 2005, também teve adicionado na sua lista de músicas a primeira versão regravada da canção.
Depois de lançar sua primeira fragrância Heat, Beyoncé re-gravou sua versão de "Fever" como um single promocional utilizando na publicidade da fragrância. A versão regravada em 2010 foi lançada para download digital no iTunes no dia 8 de Fevereiro de 2010. Ed Gonzalez da Slant Magazine escreveu: "O frio sedutor "Fever" de Peggy Lee é transplantado com sucesso com um som de gumbo e um sexy conforto do sul."

### Desempenho
| Tabelas musicais (2010)                                      | Melhor posição |
| ------------------------------------------------------------ | -------------- |
| Coreia do Sul - South Korea Gaon International Singles Chart | 10             |